# NAP1L4
NAP1L4‏ (Nucleosome assembly protein 1 like 4) هوَ بروتين يُشَفر بواسطة جين NAP1L4 في الإنسان.